# Hermann Ouédraogo
Hermann Hyacinthe Ouédraogo (sinh ngày 12 tháng 12 năm 1981) là một cầu thủ bóng đá người Burkina Faso hiện tại thi đấu cho Union Sportive de Ouagadougou.

## Sự nghiệp
Ouédraogo khởi đầu sự nghiệp cùng với Planéte và vào mùa hè 2004 gia nhập câu lạc bộ Pháp FC Istres, nhưng có nửa đầu mùa giải 2004–05 tệ hại nên vào tháng 1 năm 2005 anh trở lại Burkina Faso và ký hợp đồng cho  Union Sportive de Ouagadougou.

## Sự nghiệp quốc tế
Anh là một phần của đội tuyển Burkina Faso, đứng thứ tư ở Vòng loại giải vô địch bóng đá thế giới 2006 (CAF) và thi đấu trận đầu tiên tại Giải bóng đá UEMOA 2007.